# Wilhelm Burger
Wilhelm Burger (ur. 19 maja 1904 w Monachium, zm. 14 grudnia 1979) – narodowy socjalista, funkcjonariusz administracji nazistowskich obozów koncentracyjnych oraz SS-Sturmbannführer.

## Życiorys
Był członkiem NSDAP i SS, wyróżnionym odznakami pierścienia SS i szpady SS. W 1936 rozpoczął służbę w administracji obozów Dachau i Oranienburg. W latach 1942–1943 kierował administracją Auschwitz-Birkenau, w tym ogromnymi magazynami zawierającymi mienie pomordowanych Żydów (magazyny te nazywano „Kanada”). Na początku 1943 został przeniesiony do Zespołu D w ramach WVHA, któremu podlegały obozy koncentracyjne. Burger został szefem Zespołu D IV zajmującego się administracją obozów.
Po wojnie dwukrotnie został osądzony za udział w zbrodniach wojennych. Najpierw Sąd Wojewódzki w Krakowie 9 kwietnia 1952 skazał go na 8 lat więzienia, lecz polski Sąd Najwyższy obniżył mu wyrok do 5 lat. Następnie Burger został skazany 17 września 1966 przez zachodnioniemiecki sąd we Frankfurcie nad Menem na 8 lat pozbawienia wolności.